# Uno (Kartenspiel)
Uno (italienisch und spanisch für eins) ist ein US-amerikanisches Kartenspiel, dessen primäres Ziel es ist, seine Karten möglichst schnell abzulegen. Uno ähnelt also Mau-Mau – mit dem Unterschied, dass nicht mit einem regulären Kartenset gespielt wird, sondern mit einem speziellen Blatt.

Die 108 Karten des vollständigen Uno-Decks

## Geschichte
Das Spiel wurde auf der Grundlage einer traditionellen Spielidee bereits 1969 von Merle Robbins (* 1911; † 14. Januar 1984) – einem Inhaber eines Friseursalons in Milford (Ohio) – mit Hilfe seiner Frau Marie, seinem Sohn Ray und dessen Frau Kathy entwickelt. Anfangs wurde es nur in der eigenen Familie gespielt. Mit einem Startkapital von 8000 US-Dollar wurden 1971 in einer ersten Auflage 5000 Spiele produziert, die schnell vergriffen waren. Daraufhin verkaufte er 1972 die Rechte des Spiels für 50.000 US-Dollar plus 10 US-Cent pro verkauftem Spiel an einen Freund, den Besitzer eines Bestattungsunternehmens. Dafür wurde die Firma International Games gegründet, die Uno international vermarktete.
1986 bis 1992 wurde das Spiel in Deutschland von Amigo vertrieben. In Skandinavien wurde es von Spear-Spiele veröffentlicht, eine spanische Version erschien bei Borras Plana. 1992 wurde International Games von Mattel übernommen. Seitdem wird das Spiel in Deutschland von Mattel vertrieben.

## Spielziel
In mehreren Runden gilt es, 500 Punkte zu erreichen. Dabei ist das Rundenziel, als Erster alle Karten abzulegen. Punkte werden für diejenigen Karten vergeben, die die Mitspieler nicht ablegen konnten und noch auf der Hand halten (s. Punkteschlüssel).

## Spielregeln

### Grundregeln

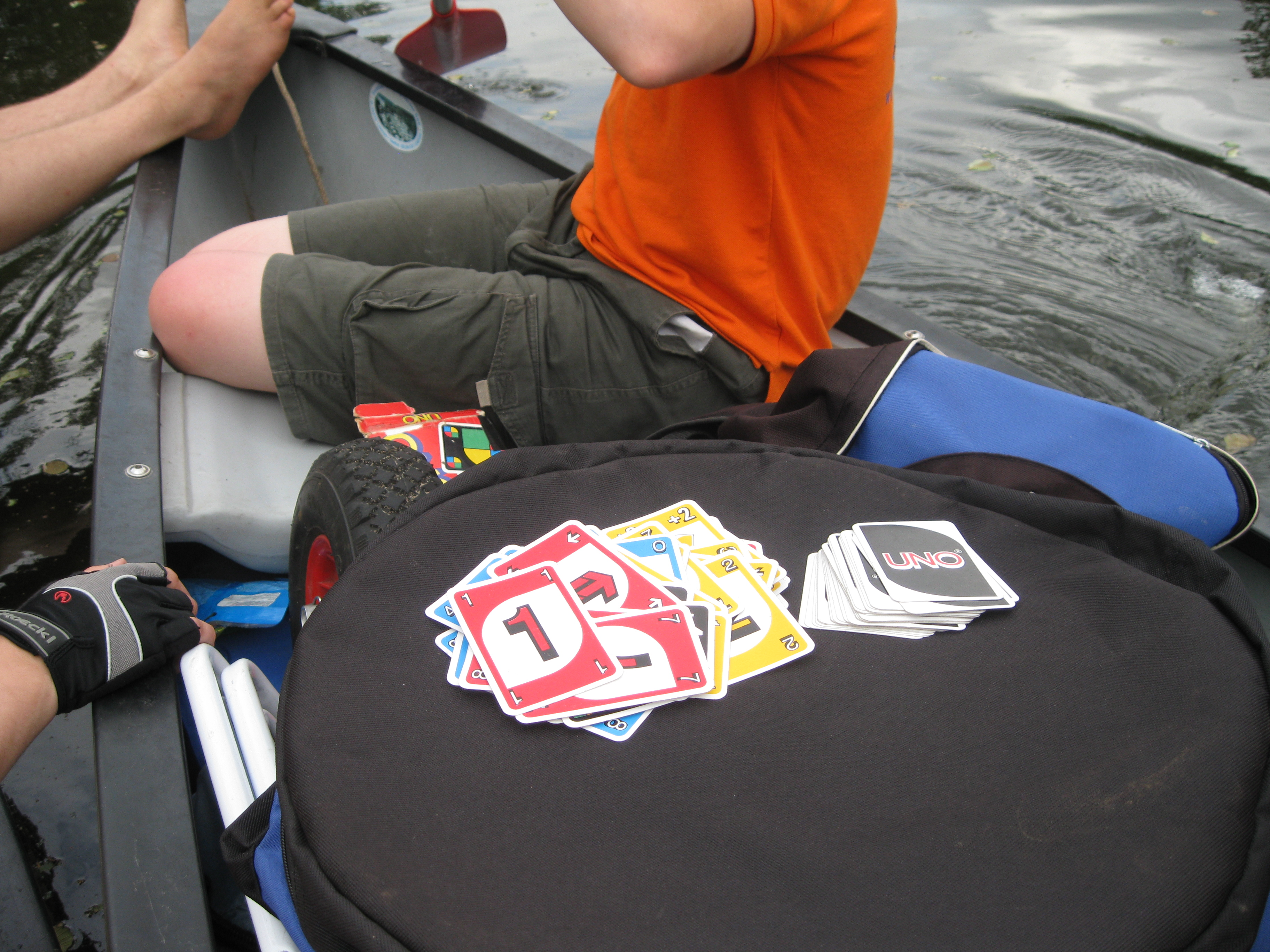
Uno-Spiel in einem Kanu.

Zu Beginn des 1. Spiels zieht jeder Spieler eine Karte, die höchste Zahl ist der Kartengeber und mischt die Karten. An jeden Spieler werden sieben Karten ausgeteilt, der Rest kommt auf einen verdeckten Stapel in der Mitte. Die oberste Karte des Stapels wird aufgedeckt und bildet den Ablagestapel (wenn die 1. Karte eine Aktionskarte ist, löst dies einen individuellen Effekt aus). Der Spieler zur Linken des Kartengebers ist der Startspieler und beginnt das Spiel. Er versucht, eine seiner Karten abzulegen, wobei diese dieselbe Zahl, dasselbe Symbol oder dieselbe Farbe wie die oberste Karte des Ablagestapels haben muss. Für die schwarzen Farbwahl-Karten gelten diese Bestimmungen nicht und können bei jeder Farbe oder Zahl auf dem Ablagestapel gelegt werden. Ist keine passende Karte in der Hand oder will aus taktischen Gründen nicht gelegt werden, muss eine Karte vom Stapel gezogen werden. Gezogene Karten, die gleich zum Ablagestapel passen können direkt nach dem Ziehen dort abgelegt werden. Wer seine vorletzte Karte ablegt, muss vorher „Uno!“ rufen. Tut man es nicht muss derjenige 2 Karten ziehen, sobald ein anderer es anfordert. Gewinner einer Runde ist, wer zuerst seine ganzen Karten abgelegt hat.

### UNO-Aktionskarten Standard
Als „Aktionskarten“ werden diejenigen Spielkarten bezeichnet, die nicht unter die normalen Zahlenkarten (0–9) fallen.
- Zieh Zwei („Plus 2“) – Der nächste Spieler muss zwei Karten aufnehmen und wird für diese Runde ausgesetzt. Liegt diese Karte zu Beginn aus, muss der Spieler links vom Kartengeber zwei Karten ziehen.
- Retour – Bei mehr als zwei Spielern wird die Spielrichtung gewechselt. Liegt diese Karte zu Beginn aus, startet der Kartengeber das Spiel und die Runde läuft gegen den Uhrzeigersinn weiter. Dabei kann man eine Retour auf eine 'zieh zwei Karten' legen, solange es dieselbe Farbe ist.
- Aussetzen – Der nächste Spieler wird übersprungen und darf keine Karte ausspielen. Liegt diese Karte zu Beginn aus, startet der Spieler links vom eigentlichen Startspieler das Spiel.
- Farbwahl – Der Spieler, der diese Karte spielt, schreibt dem nächsten Spieler vor, welche Farbe dieser legen muss. Es ist (aus taktischen Gründen) auch möglich, die bereits ausliegende Farbe zu wählen. Liegt diese Karte zu Beginn aus, entscheidet der Startspieler, welche Farbe er spielen will. Farbwahl-Karten können gestapelt werden, unabhängig der aktuell geforderten Farbe.
- Zieh Vier Farbwahl („Plus 4“) – Der nächste Spieler muss vier Karten aufnehmen und darf keine Karte ausspielen. Zudem bestimmt der Ableger die Farbe der nächsten Karte. Diese Karte darf nur gespielt werden, wenn die aktuelle Farbe auf dem Ablagestapel im eigenen Blatt nicht vorhanden ist. Besitzt man jedoch eine Karte mit derselben Zahl wie auf der ausliegenden Karte, darf die Plus 4 ohne Konsequenzen gelegt werden. Diese Karte darf nicht als Startkarte auf dem Ablagestapel verwendet werden und es muss stattdessen eine neue Startkarte gezogen werden.

### Strafen
In folgenden Fällen sind bei Uno generell zwei Strafkarten zu ziehen:
- „Uno!“ vergessen: Es wird beim Ausspielen der vorletzten Karte kein „Uno“ gerufen. Diese Strafe muss angefochten werden, bevor der nächste Spieler seinen Zug begonnen hat. Danach bleibt dieses Vergehen bis zum nächsten Zug straflos.
- Vorschläge machen: Ein Spieler macht anderen Mitspielern Vorschläge, z. B. dazu, was sie spielen sollten.[8] Bei Spielvarianten z. B. Teamspiel nicht gegeben.
- Falsch legen: Es wird eine nicht passende Karte gelegt oder es wird gelegt ohne am Zug zu sein Die jeweils gelegte Karte ist – zusätzlich zum Ziehen der Strafkarten – zurückzunehmen.

Herausfordern einer gelegten Zieh-4-Farbwahlkarte:
- Zu Recht herausgefordert: Der Spieler hat die Karte gespielt obwohl er zuvor eine passende Farbe im eigenen Blatt hatte (s. Aktionskarten). Bei korrektem Nachweis müssen die 4 Karten – anstelle des Betroffenen – vom Ableger gezogen werden.
- Zu Unrecht herausgefordert: Der herausgeforderte Spieler beweist erfolgreich den zwangsmäßigen Zug dieser Karte, weil er keine passende Farbe im eigenen Blatt hatte. Zu den 4 Karten werden 2 Strafkarten dazugerechnet und müssen vom Herausforderer gezogen werden.

### Punkteschlüssel
Die Zahlenkarten haben den aufgedruckten Wert; die bunten Aktionskarten zählen 20, und die beiden Farbwahlkarten 50 Punkte.

## Ausgaben und Varianten

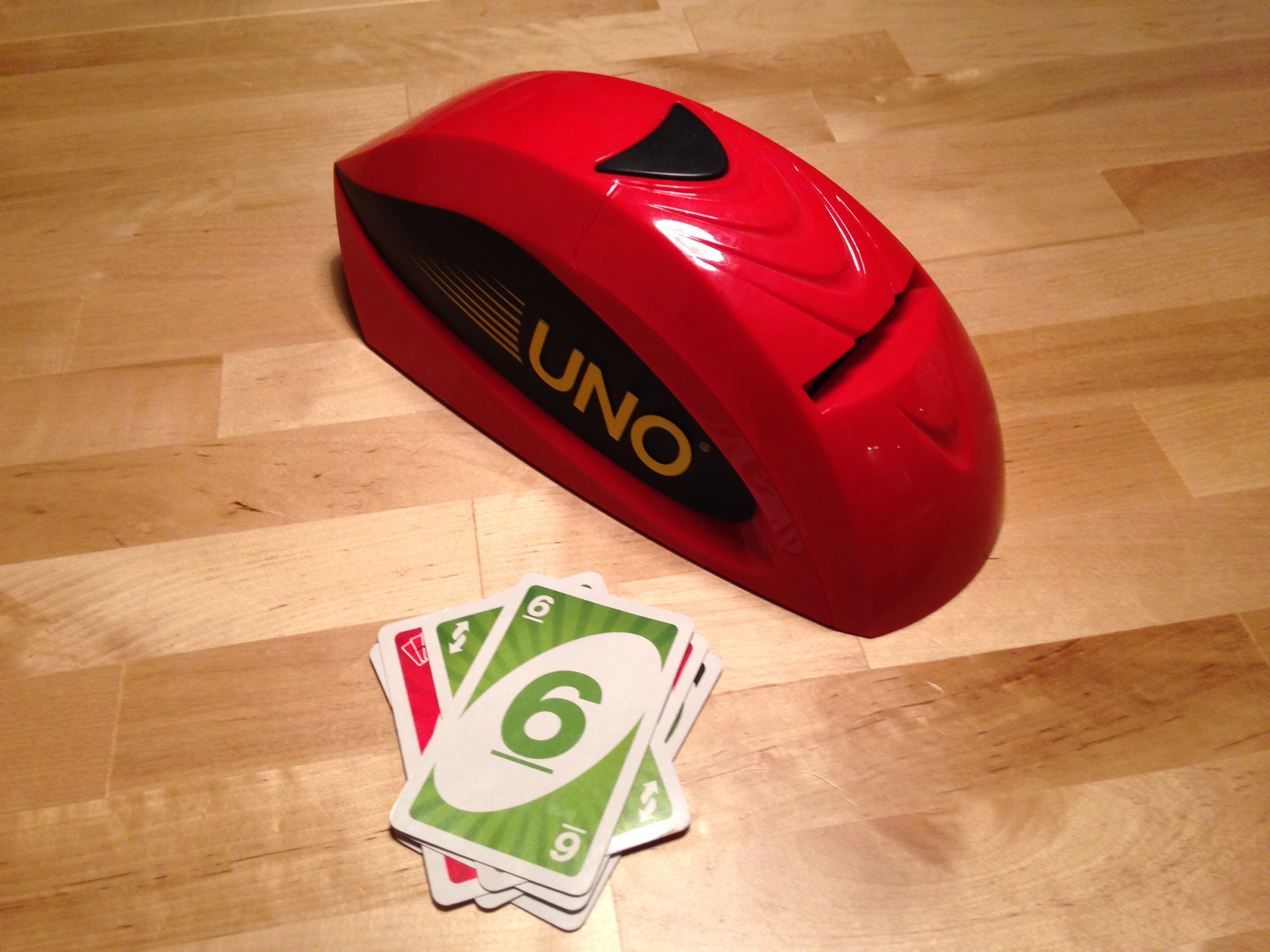
„Uno Extreme“ (1999).
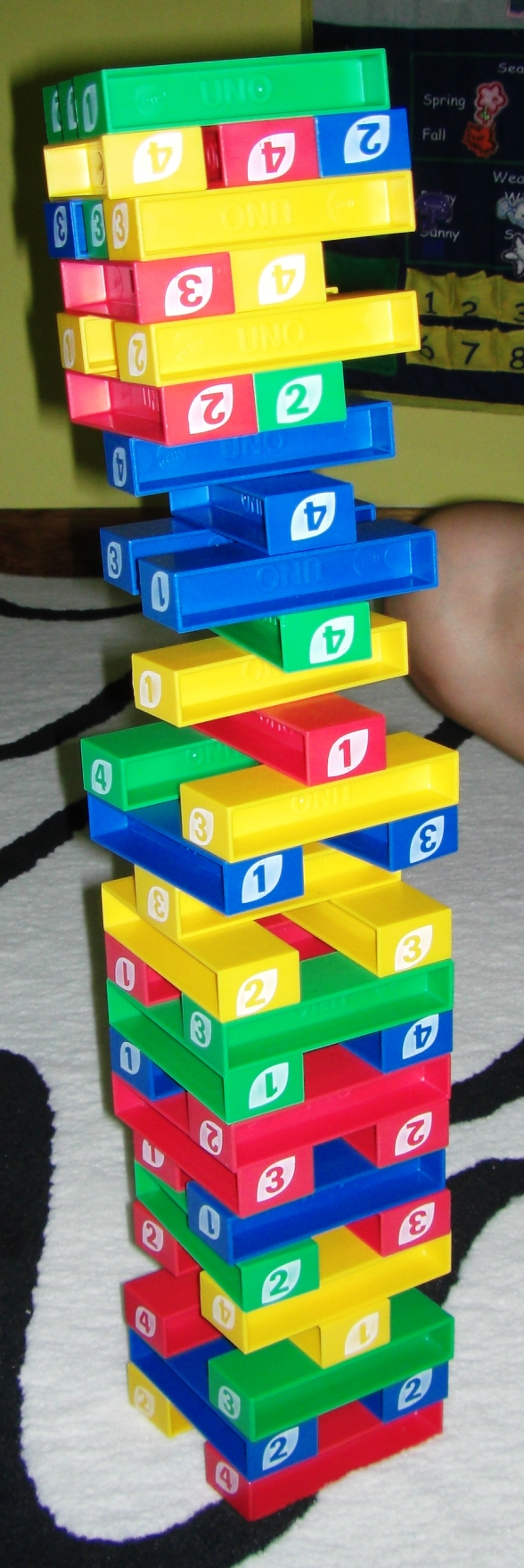
„Uno Stacko“ (1994).
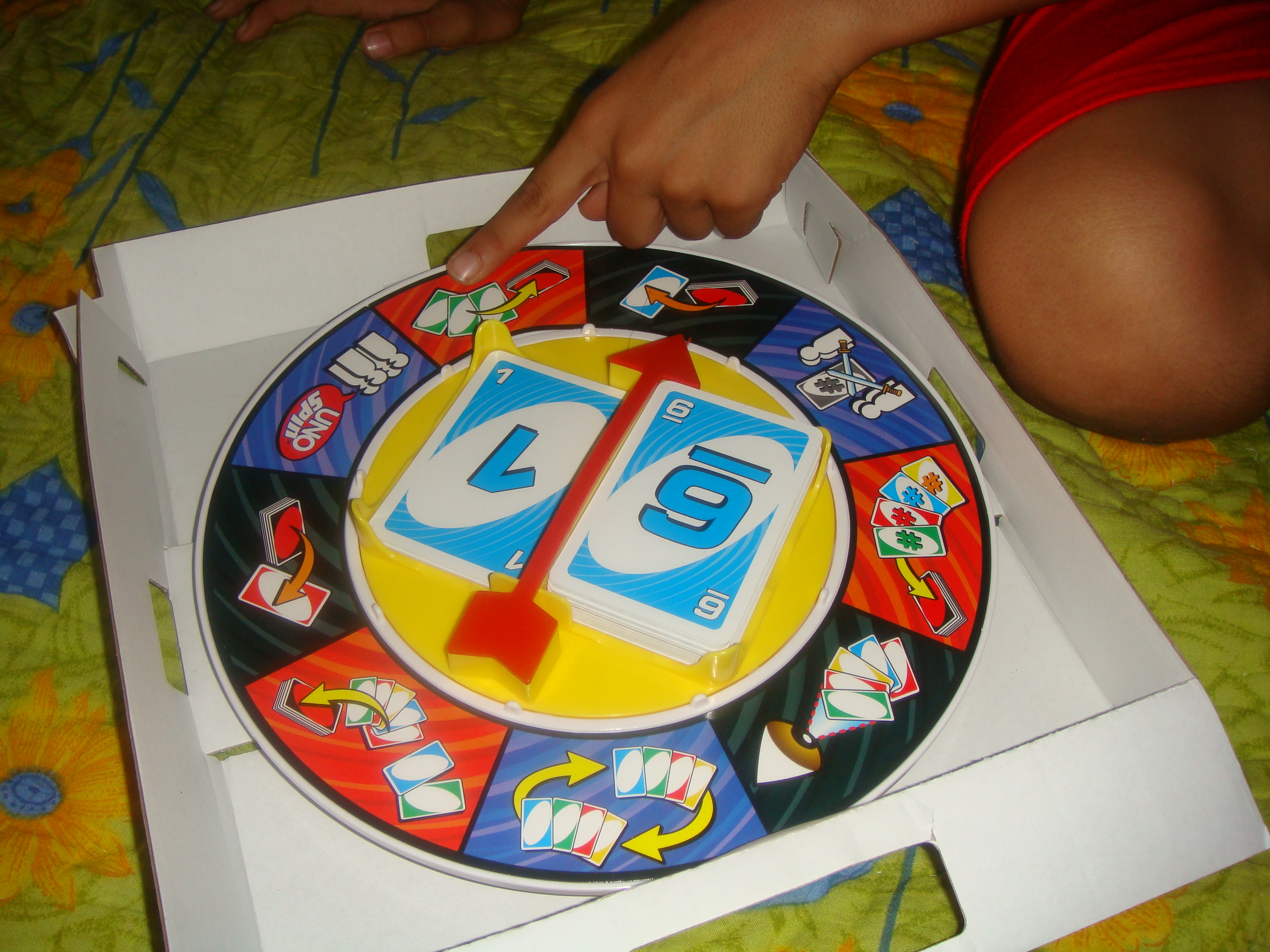
„Uno Spin“ (2005).
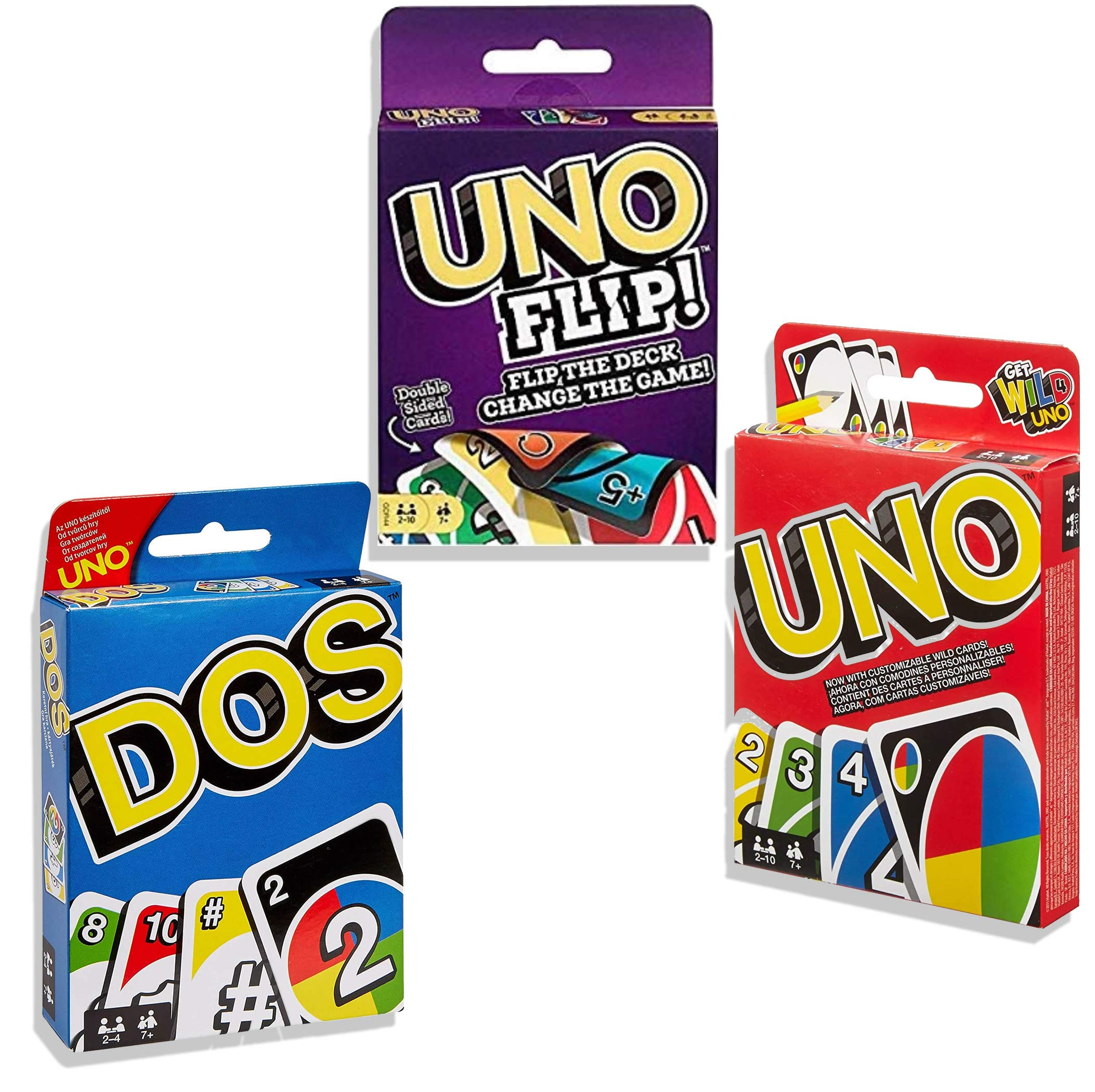
„Uno Flip“, „Dos“, klassisches „Uno“.

UNO Junior (1992)
Die Karten der Uno Junior-Ausgabe enthalten zusätzlich zu den Zahlen auch Tierbilder, sodass sie auch für jüngere Kinder geeignet sind, die noch keine Zahlen lesen können. Bei Uno Junior reduziert sich die Kartenanzahl auf 56. Es gibt Karten in vier Farben mit Werten von 1 bis 9, wobei die Eins in jeder Farbe doppelt vorkommt. Von den Aktionskarten werden nur vier Typen gespielt: „Zieh 1“, „Zieh 2“, Aussetzen und Farbwahl. Es werden statt sieben Karten nur fünf Karten ausgeteilt. Außerdem gibt es zwei Spielstufen: Die Spielstufe 1 ist für jüngere Kinder geeignet und wird offen ohne die Aktionskarten gespielt, bei Spielstufe 2 beherrschen die Kinder den Kartenfächer und die Aktionskarten sind erlaubt.
UNO House Rules (1998)
Beschreibung folgt.
UNO Extreme (1999)
Bei Uno Extreme muss man keine Karte ziehen, wenn man nicht legen kann, sondern stattdessen eine Taste am Spielautomat drücken. Daraufhin wirft dieser eine zufällige Menge an Karten aus, die der Spieler dann aufnehmen muss.
UNO Flash (2007)
Uno Flash ist eine Variante des Klassikers, bei der es in besonderem Maße um Schnelligkeit geht. Jeder Spieler hat eine Taste am runden Spielgerät in der Mitte; das Gerät lässt die Tasten nach Zufall aufleuchten (derselbe Spieler kann auch öfter hintereinander drankommen). Wessen Taste leuchtet, hat je nach Einstellung ein paar Sekunden Zeit, seinen Zug durchzuführen, danach muss er die Taste betätigen. Darüber hinaus löst eine Spezialkarte mit einer abgebildeten Hand einen Wettkampf aus, bei dem jeder Spieler möglichst schnell auf seine Taste drücken muss. Wer zu langsam ist, muss Strafkarten aufnehmen; ansonsten folgt diese Ausgabe den gewohnten Regeln.
UNO Express (2018)
Beschreibung folgt.
DOS (2018)
Bei Dos können zwei bis drei Stapel bedient werden. Es besteht zudem die Möglichkeit, dass zwei Karten, die die Summe einer Karte auf einem der Stapel ergeben, abgelegt werden können. In der 2018 erschienenen Ausgabe wurden auch eine Farbwunschkarte mit dem Wert 2 und eine #-Karte, die den gewünschten Wert von 1 bis 10 annehmen kann, hinzugefügt.
UNO Flip! (2019)
Bei Uno Flip! sind die Spielkarten doppelseitig mit unterschiedlichen Zahlen und Symbolen bedruckt; es gibt eine „dunkle“ und eine „helle Seite“ mit jeweils unterschiedlichen Farben und Aktionskarten, wie z. B. die Zieh 5 Karte. Wird eine „Flip-Karte“ gespielt, müssen alle Handkarten sowie der Karten- und der Ablegestapel umgedreht werden.
UNO All Wild! (2021)
Beschreibung folgt.
UNO Remix (2021)
Beschreibung folgt.
UNO Party! (2022)
Beschreibung folgt.
UNO Show 'em no mercy! (2023)
In UNO Show 'em no mercy! geht es darum, seine Gegenspieler so viele Strafkarten wie möglich ziehen zu lassen. Um dies zu ermöglichen, gibt es in dieser Ausgabe viele sehr starke Spezialkarten wie beispielsweise eine +10 in Kombination mit den Zusatzregeln „Erhöhen“ und „Unendlich ziehen“. Um zu gewinnen, kann man anstelle des üblichen ablegen aller Karten auch die gegnerischen Spieler herauswerfen, indem man deren Kartenzahl über 25 bringt.
UNO Flex! (2023)
Das UNO FLEX Kartenspiel basiert auf dem bekannten und beliebten UNO Kartenspiel, lässt sich jedoch flexibler spielen. Mit Spezialkarten können die Spieler die Farbe einer Karte ändern, um sie auch dann zu spielen, wenn die eigentliche Farbe nicht passt eine rote 4 wird dann flexibel zu einer grünen 4. Powerkarten und Flex-Action-Karten machen das Spiel noch spannender!
UNO Challenge Adults Only (2023)
Beschreibung folgt.
UNO Teams (2024)
Beschreibung folgt.
Mini UNO Bullseye (2024)
Beschreibung folgt.
UNO Flip Attack (2024)
Beschreibung folgt.
UNO Zero (2025)
Beschreibung folgt.
Sonstige Ausgaben
- Uno H2O, bei dem wasserfeste Spielkarten aus transparenter Plastikfolie das Spielen im Wasser ermöglichen.
- Uno Dice, bei dem mit Würfeln anstelle der Spielkarten gespielt wird.
- Uno Quatro, eine Mischung von Uno und Viergewinnt.[14]
- Uno Triple Play
- Themen- und markenbezogene Uno-Ausgaben wie z. B. zu High School Musical oder Harry Potter, die ggf. Regelvariationen enthalten.

Uno ist auch als Videospiel für PC, Nintendo DSI, PlayStation 4 und Xbox One erhältlich.

## Uno-ähnliche Spiele
Ein Uno-ähnliches, traditionelles Spiel, genannt Mau-Mau, wird mit französischem oder deutschem Blatt mit 32 Karten gespielt. In der Schweiz verwendet man für den „Tschau Sepp“ 36 Karten. Da Uno u. a. auf solchen alten Spielideen beruht, ist der Spielmechanismus nicht geschützt, sondern findet sich auch in anderen Kartenspielen wieder.
- Uljö Christliche Geschenkideen Sascha König e.K gab 2004 eine christliche Variante des bekannten Kartenspiels namens Amen heraus.
- ASS produzierte in Deutschland eine eigene Version, die 1985 als Vriompeis in Skandinavien von Damm vertrieben wurde.[16]
- Amigo produziert seit 1993 das Kartenspiel Solo, das zudem einige zusätzliche Kartenfunktionen umfasst. Amigo hatte bis 1992 Uno im Vertrieb, danach hat Mattel den Vertrieb übernommen.
- Eine Variante von Uno wurde – mit analogen Regeln (jedoch graphisch anders gestalteten Karten) – von ASS Altenburger unter dem Namen Assano vertrieben.

## Namensähnlichkeit
Nicht zu verwechseln ist Uno mit dem nach den Vereinten Nationen (UNO) benannten Brettspiel Das UNO-Spiel – Ein aufregendes Tauziehen um Präsidentensessel, Wirtschaftsmacht, Entwicklungshilfe und öffentliche Meinung! von Waldemar Lentz, das 1971 von der IWA Rechenschieberfabrik herausgegeben wurde.